# Microdus subangulatus
Microdus subangulatus là một loài Rêu trong họ Dicranaceae. Loài này được (Thwaites & Mitt.) Besch. mô tả khoa học đầu tiên năm 1897.